# Hasan di Tiro
Teungku Hasan Muhammad di Tiro, meglio noto come Hasan di Tiro o Hasan Tiro (Aceh, 25 agosto 1925 – Banda Aceh, 3 giugno 2010), è stato un attivista e politico indonesiano.
È stato uno dei leader della lotta indipendentista della provincia indonesiana di Aceh dalla madrepatria. A lui si deve la fondazione del GAM, il Movimento per la libertà di Aceh.

## Biografia
Proveniente da una nobile famiglia discendente dai sultani di Aceh, che stabilirono il loro controllo sul territorio nel XV secolo, Hasan Tiro iniziò i suoi studi nella città di Yogyakarta, nell'isola di Giava, per poi proseguirli negli Stati Uniti. Mentre era studente a New York, nel 1953 si dichiarò "ministro degli Esteri" del movimento ribelle Darul Islam, guidato ad Aceh da Daud Bereueh. Questa azione gli costò la perdita immediata della cittadinanza indonesiana e la detenzione per alcuni mesi ad Ellis Island come immigrato clandestino. La ribellione del Darul Islam si concluse nel 1962 con un accordo di pace, grazie al quale la provincia di Aceh si vide riconosciuto uno speciale statuto di autonomia.
Hasan Tiro tornò nella sua terra natale nel 1974, fondando due anni dopo, il 4 dicembre del 1976, il Movimento per l'Aceh libero (Gerakan Aceh Merdeka), nato per garantire la totale indipendenza della provincia rispetto a Giacarta. Nella sua dichiarazione di indipendenza Hasan Tiro pose in discussione lo stesso diritto di esistere dell'Indonesia, sottolineando che le numerose etnie e culture esistenti sull'arcipelago avevano come unico tratto in comune la dominazione coloniale olandese.
Per opporsi al potere di Giacarta il Gam scelse la strada della lotta armata. Nel 1977, a seguito di un attacco del Movimento in cui perse la vita un ingegnere statunitense, l'esercito indonesiano iniziò a dare la caccia ad Hasan Tiro, che fuggì prima in Malesia e poi in Svezia, dove ottenne pochi anni dopo la cittadinanza.
Nel 2004, dopo il devastante tsunami che ha colpito il Sud Est Asiatico, Giacarta e il Gam hanno firmato un accordo di pace che ha riconosciuto una maggior autonomia alla provincia di Aceh e ha messo fine alla guerra iniziata nel 1976.
Nell'ottobre del 2008, dopo trent'anni di esilio, Hasan Tiro ha potuto fare ritorno nella sua terra natia.
Il 3 giugno 2010 Hasan Tiro è morto all'età di 84 anni.